# 오하라 신조

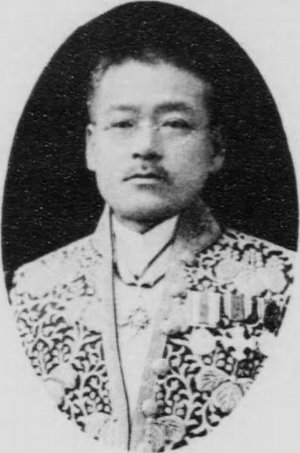
오하라 신조

오하라 신조(일본어: 小原新三, 1873년 3월 13일 ~ 1953년 6월 27일)는 일본 제국의 관료, 행정학자이다. 조선의 조선총독부 내무부 지방국장, 충청남도도장관와 조선총독부 상공국장, 와카야마 현지사(和歌山県知事), 니가타 현지사(新潟県知事) 등을 역임했다. 관위는 정오위.
1913년 조선 13도의 행정구역 개편을 주도하였고, 충남도장관 재직 시에는 향약을 본따 진흥회를 조직하여 각 마을별로 향약, 제도를 유지하게 했다. 일본 귀국 후에는 와카야마 현지사와 니가타 현지사를 역임했다.

## 생애
일본 도쿄부 출신으로 1902년(메이지 35년) 12월부터 1903년 4월까지는 내무성 참사관을 역임했다. 1900년(메이지 33년) 4월부터 1906년(메이지 39년) 3월까지는 약국방 조사회(調査会) 참사관을 겸임하였다.
1910년(메이지 43년) 10월 1일 조선총독부 내무부 지방국장으로 부임, 지방국장 겸 지방국 2과장을 겸임하였다. 1913년부터 총독부 내무부 지방국 제1과와 제2과에서 군, 면, 동리의 통폐합을 위한 준비를 치밀하게 한 것으로 보인다. 당시 내무부장인 우사미 가쓰오(宇佐見勝夫)와 지방국장 오하라 신조가 집행의 중추역할을 맡아 군·면뿐만 아니라 동리 단위의 지도 초안까지 만들어 통폐합을 강행했다. 그 결과 군은 317곳이 220곳으로, 면은 4천336곳이 2천 522곳으로, 동은 6만여곳이 2만8천여곳으로 통폐합되었다.
1915년(다이쇼 4년) 3월 31일 박중양의 사퇴로 궐위가 된 충청남도장관직으로 부임하였다. 1916년 8월 충청남도장관으로 재직 시 미풍양속 보호 및 유지, 지방 개량을 목적으로 향약을 본따 각 부, 군에 진흥회를 조직하고, 마을 단위로 진흥회 지부를 조직하게 했다. 1916년(다이쇼 5년) 10월 28일 조선총독부 농상공부장으로 부임, 1919년(다이쇼 8년) 8월 20일까지 재직하였다. 1920년 2월 3일 와카야마 현지사로 부임하여 1923년 6월 6일까지 재직하고, 1923년 6월 16일에는 20대 니가타 현지사로 부임하여 1925년 10월 18일까지 재직했다.

## 저서
- 행정법각론 (行政法各論)
- 행정법범론 (行政法汎論)
- 행정법총론
- 오하라 신조옹 고희기념초 (小原新三翁古稀記念草) (1942)

## 같이 보기
- 진흥회
- 부군면동 통폐합